# Scutellaria kuromidakensis
Scutellaria kuromidakensis là một loài thực vật có hoa trong họ Hoa môi. Loài này được (Yahara) T.Yamaz. miêu tả khoa học đầu tiên năm 1993.